# Slobozia (Filipeni), Bacău
Slobozia este un sat în comuna Filipeni din județul Bacău, Moldova, România.